# Granträsk (Älvsbyn)
Granträsk is een gehucht binnen de Zweedse gemeente Älvsbyn. Het dorp ligt aan een groot (gran) moerasmeer (träsk), Granträsket.
Bestuurscentrum: Älvsbyn
Tätort: Korsträsk · Vidsel · Vistträsk
Småort: Bredsel · Nybyn · Nystrand · Pålsträsk · Tvärån · Övrebyn · Övre Tväråsel
Overig: Arvidsträsk · Granträsk (Älvsbyn)